# Maja (rijeka)
Maja je hrvatska rijeka u Sisačko-moslavačkoj županiji, desna pritoka Gline. Izvire na Zrinskoj gori, kod naselja Gornji Klasnić. Duga je 27,1 km. Naselja Maja, Majske Poljane i Majski Trtnik su dobila ime po rijeci. Prolazi istočno od grada Gline.
Rijeka Maja prolazi kroz sljedeća naselja: Gornji Klasnić, Donji Klasnić, Dragotina, Kozaperovica, Dabrina, Maja, Svračica, Dolnjaki, Ravno Rašće, Joševica, Roviška, Glina, Majske Poljane i Prekopa.